# Malta International 1973
Die Malta International 1973 im Badminton fanden vom 14. bis zum 20. Mai 1973 statt. Es war die dritte Auflage dieser internationalen Meisterschaften von Malta im Badminton.

## Finalergebnisse
| Disziplin    | Sieger                             | Finalist                        | Ergebnis          |
| ------------ | ---------------------------------- | ------------------------------- | ----------------- |
| Herreneinzel | Gert Lazarotti                     | Berthold Auer                   | 15-7, 15-10       |
| Dameneinzel  | Elisabeth Schechtner               | Gitte Lynge                     | 11-4, 11-2        |
| Herrendoppel | Gert Lazarotti George Hoffmann     | Berthold Auer Gerhard Nöhrer    | 15-9, 15-6, 18-14 |
| Damendoppel  | Gitte Lynge Joana Fagerlund        | Höpflinger Elisabeth Schechtner | 14-17, 15-5, 15-1 |
| Mixed        | Berthold Auer Elisabeth Schechtner | Gert Lazarotti Greenwood        | 15-3, 15-3        |